# Wendishain
Wendishain ist ein Ortsteil der sächsischen Kleinstadt Hartha im Landkreis Mittelsachsen.

## Geografie und Verkehrsanbindung
Der Ort liegt nordöstlich des Kernortes Hartha an der Kreisstraße K 7541. Die B 175 verläuft südlich. Östlich vom Ort fließt der Staupenbach, ein linker Zufluss der Freiberger Mulde, die weiter östlich fließt.

## Geschichte
Wendishain entstand im 12. Jahrhundert im Zuge des Landesausbaus im Pleißenland. Es hatte allerdings wie die spätslawischen Dörfer der Umgebung 1564 noch Frondienste im Vorwerk Tragnitz zu leisten. 1231 wird Bero de Winandeshagen als Zeuge für den Bischof von Meißen genannt, als dieser die Einrichtung der Parochie Leisnig bestätigte. Um 1260 wird der Pfarrer Wernerus plebanus de Ninandishain als Zeuge für den Bischof von Meißen bei der Umpfarrung von Commichau von der Parochie Leisnig nach Collmen genannt. 1265 wird Cvnradus de Winandishayn als Zeuge für die Herren von Colditz genannt.
1299 übertrug Burggraf Albero von Leisnig dem Kloster Buch das Dorf Wilandishagne. Ein Teil hatte Gottschalk als Lehen des Burggrafen besessen, er hatte es aufgelassen und dem Kloster gegen acht Mark und eine praebende im Kloster auf Lebenszeit verkauft. Sein Sohn Bero hatte für seinen Verzicht zehn Mark erhalten, seine Tochter Lukardis ein Talent jährlichen Zehnt. 1371 musste ein Streit zwischen dem Kloster Buch und Caspar de Wyricz, gesessen in dem Dorfe zu Wilandishayn wegen des Gerichtes in der Schenke zu Wendishain geschlichtet werden. Das Kloster war also noch nicht Besitz des ganzen Dorfes. 1378 hatte Wendishain jährlich 28 Scheffel Korn und dasselbe in Hafer, dazu ein Küchenrind, an das castrum Leisnig zu liefern. 1388 übertrug Markgraf Wilhelm dem Kloster dritteinhalb Viertel Landes und einen Garten daselbst zu Wylandishayn, aufgelassen und verkauft von Heinriche von Wylandishayn. 1389 bestätigte Hans von Almsdorf dem Kloster die Bezahlung für einen Zins in Wilandishayn. 1415 verkaufte Nickill wiricz dem Kloster Buch zwei Groschen jährlichen Zinses auf einem Acker zu Wilinshain „gelegen bei Heyneman schrothers Erbe daselbst“. 1465 bestätigte Hanns Arras, gesessen zu Holouffte den Verkauf des Vorwerkes in Wendishain an das Kloster Buch, das vormals dem Ronneberger gehörte, nachdem er es Kf. Ernst und Hz. Albrecht aufgelassen hatte. 1496 wurden von Nickel von Kötteritzsch Abgaben u. a. in Wendishain gekauft und dem neu gestifteten Altar der Kirche St. Matthäi zugewiesen, dabei werden namentlich genannt Fintzel Kreczschmer, Brosius Ticz, Lorencz Kopper.
Nach der Säkularisation des Klosters Buch im Jahr 1525 erhielt der letzte Prior Simon Polenz das Vorwerk Wendishain auf Lebenszeit.
1548 nennt das Amtserbbuch von Kloster Buch zu Wendishain „26 [korrigiert zu 27] besessene Mann, darunter 5 Pferdner, von denen sind 25 dem Kloster Buch und 1 Mann dem Amt Leisnig lehen- und zinsbar“ mit 15 Hufen. Das Erbgericht ist beim Kloster über 26 Mann, das Obergericht über einen, alle anderen gehören mit dem Obergericht ins Amt Leisnig.
Der Ort hatte immer eine eigene Pfarrkirche. Da (bisher) noch kein Beleg existiert, in dem die Kirche von Wendishain im Zusammenhang mit der Parochie Leisnig genannt wird, ist anzunehmen, dass sie unabhängig vom Leisniger Kirchspiel entstanden ist. Es ist ebenfalls nicht zu belegen, wann das Kloster Buch zu dem Patronat über die Kirche Wendishain gekommen ist. Einzelheiten zur Kirche und Schule in Wendishain finden sich bei Kamprad und in Sachsens Kirchengalerie. Das barocke Pfarrhaus zu Wendishain wurde im Zeitraum von 1717 bis 1719 durch und für den damaligen Pastor Christian Ernst Weise erbaut. 

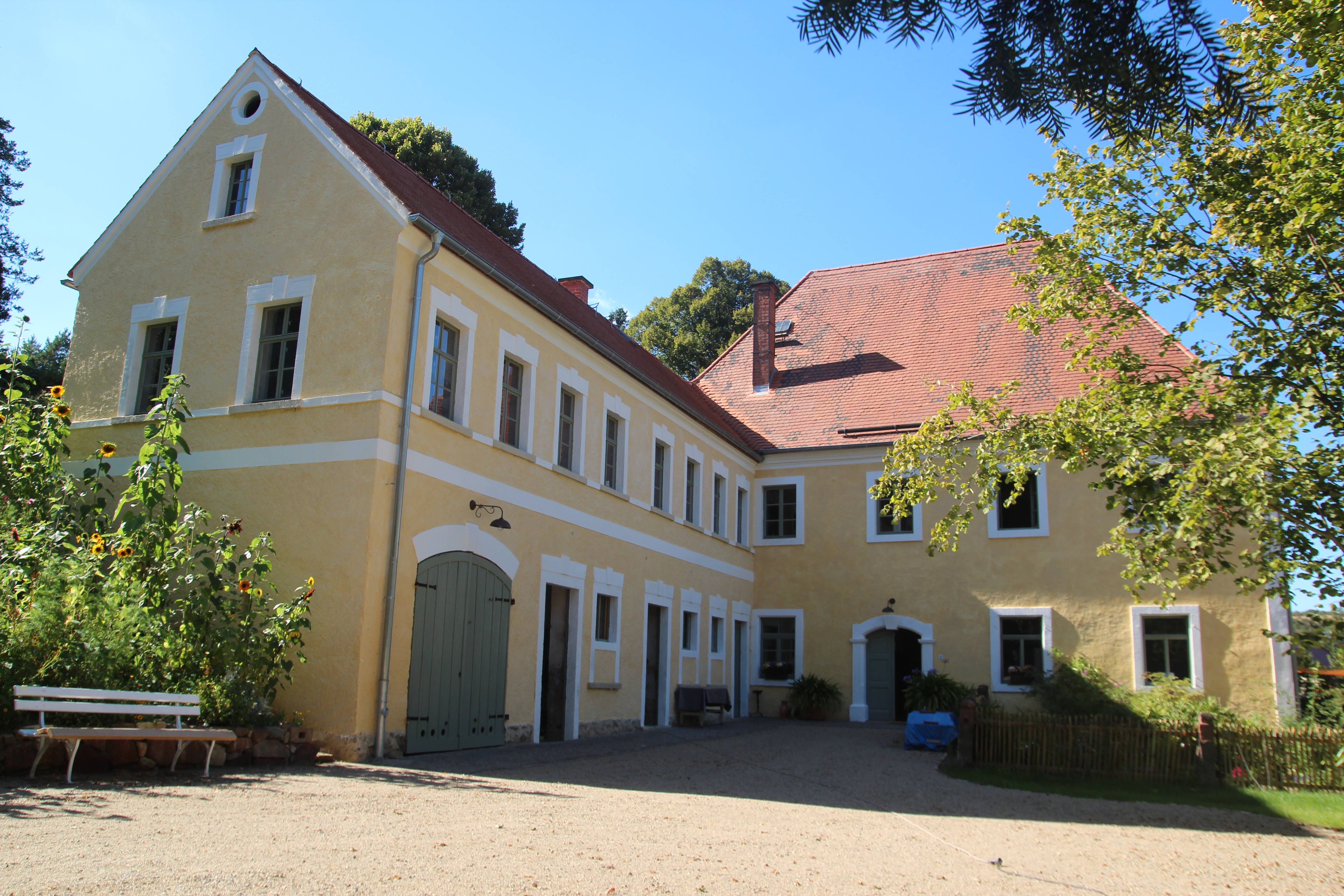
Barockes Pfarrhaus erbaut 1717–1719 durch und für Pfarrer Christian Ernst Weise. Das Seitengebäude ist ein Schulbau aus der zweiten Hälfte des 19. Jahrhunderts.

In der zweiten Hälfte des 19. Jahrhunderts entstand das Seitengebäude als Schule, später befanden sich darin z. B. ein Friseursalon und die Poststelle von Wendishain. 
Ab 1856 gehörte Wendishain zum Gerichtsamt Leisnig und ab 1875 zur Amtshauptmannschaft Döbeln. 1936 wurde Lauschka eingemeindet und der Ortsteil Nauhainer Häuser nach Nauhain umgegliedert. Am 1. Juli 1950 wurde Nauhain nach Wendishain eingemeindet. Im Jahr 1994 erfolgte die Eingemeindung von Wendishain mit seinen Ortsteilen nach Hartha.

## Naturschutzgebiete
Östlich vom Ort erstreckt sich entlang des Staupenbaches das 11,52 ha große Naturschutzgebiet (NSG) Staupenbachtal. Nördlich liegt das 26,98 ha große NSG Maylust (siehe Liste der Naturschutzgebiete in Sachsen, NSG Nr. C 95).